# Гарден-Сити (тауншип, Миннесота)
Гарден-Сити (англ. Garden City) — тауншип в округе Блу-Эрт, Миннесота, США. На 2000 год его население составило 700 человек.

## География
По данным Бюро переписи населения США площадь тауншипа составляет 90,4 км², из которых 85,7 км² занимает суша, а 4,7 км² — вода (5,21 %).

## Демография
По данным переписи населения 2000 года здесь находились 700 человек, 268 домохозяйств и 209 семей. Плотность населения —  8,2 чел./км². На территории тауншипа расположено 278 построек со средней плотностью 3,2 построек на один квадратный километр. Расовый состав населения: 98,14 % белых, 0,29 % азиатов, 1,29 % — других рас США и 0,29 % приходится на две или более других рас. Испанцы или латиноамериканцы любой расы составляли 1,71 % от популяции тауншипа.
16,8 % домохозяйств состояли из одного человека, при том 9,3 % из — одиноких пожилых людей старше 65 лет. Средний размер домохозяйства — 2,61, а семьи — 2,92 человека.
24,3 % населения младше 18 лет, 6,6 % в возрасте от 18 до 24 лет, 28,3 % от 25 до 44, 27,1 % от 45 до 64 и 13,7 % старше 65 лет. Средний возраст — 40 лет. На каждые 100 женщин приходилось 105,3 мужчин. На каждые 100 женщин старше 18 приходилось 103,1 мужчин.
Средний годовой доход домохозяйства составлял 51 750 долларов, а средний годовой доход семьи —  54 896 долларов. Средний доход мужчин —  36 250  долларов, в то время как у женщин — 26 094. Доход на душу населения составил 20 191 доллар. За чертой бедности находились 0,9 % семей и 2,2 % всего населения тауншипа, из которых 2,1 % младше 18 и 2,2 % старше 65 лет.